# Linda Vista, Querétaro
Linda Vista är en ort i Mexiko.   Den ligger i kommunen Querétaro och delstaten Querétaro Arteaga, i den centrala delen av landet, 200 km nordväst om huvudstaden Mexico City. Linda Vista ligger 1 965 meter över havet och antalet invånare är 128.
Terrängen runt Linda Vista är kuperad åt sydväst, men åt nordost är den platt. Runt Linda Vista är det tätbefolkat, med 947 invånare per kvadratkilometer. Närmaste större samhälle är Santiago de Querétaro, 18,7 km söder om Linda Vista. Trakten runt Linda Vista består i huvudsak av gräsmarker.